# Simbad (anime de 1975)
Simbad (アラビアンナイト シンドバットの冒険, Arabian Naito: Shindobatto no Bōken) és una sèrie d'anime de 52 episodis dirigida per Fumio Kurokawa i produïda per Nippon Animation, estrenada l'1 d'octubre de 1975.
La història està basada en Les mil i una nits. Per tant, la història no tan sols conté el conte de Les aventures de Sindbad, sinó que també Alí Babà i els quaranta lladres i Aladí i la llàntia meravellosa.
Es va estrenar en català el 21 d'abril de 1987 a TV3.

## Sinopsi
La història té lloc fa més de 1200 anys. L'heroi de la història és en Simbad, un noi entremaliat i ple de curiositat, que una nit s'endinsa al palau reial per veure les actuacions acrobàtiques i s'assabenta que un món ampli l'espera més enllà de Bagdad. Assabentat dels viatges del seu oncle el capità Ali, Simbad decideix convertir-se en mariner i viatjar per tot el món. Deixant-li una nota al seu pare, el jove Simbad puja a bord del vaixell del capità Ali i, acompanyat d'un mainà anomenat Sheila, parteix a l'aventura de la seva vida.

## Distribució
El 2 de març de 2005 Columbia Music Entertainment va treure a la venda el primer volum de la sèrie en DVD i el 27 d'abril el segon volum.